# Sallèdes
Sallèdes ist eine französische Gemeinde mit 566 Einwohnern (Stand: 1. Januar 2022) im Département Puy-de-Dôme in der Region Auvergne-Rhône-Alpes. Sie gehört zum Arrondissement  Clermont-Ferrand und zum Kanton Vic-le-Comte.

## Geographie
Sallèdes liegt etwa 23 Kilometer südöstlich von Clermont-Ferrand. Umgeben wird Sallèdes von den Nachbargemeinden Saint-Julien-de-Coppel im Norden, Isserteaux im Osten, Manglieu im Süden und Osten, Saint-Babel im Süden und Südwesten, Pignols im Westen sowie Laps im Nordwesten.

## Bevölkerungsentwicklung
| Jahr                       | 1962 | 1968 | 1975 | 1982 | 1990 | 1999 | 2006 | 2013 |
| Einwohner                  | 424  | 403  | 345  | 324  | 402  | 458  | 512  | 585  |
| Quellen: Cassini und INSEE |      |      |      |      |      |      |      |      |

## Sehenswürdigkeiten
- Kirche Translation-de-Saint-Martin
- Schloss La Chaux-Montgros aus dem 16. Jahrhundert, Monument historique

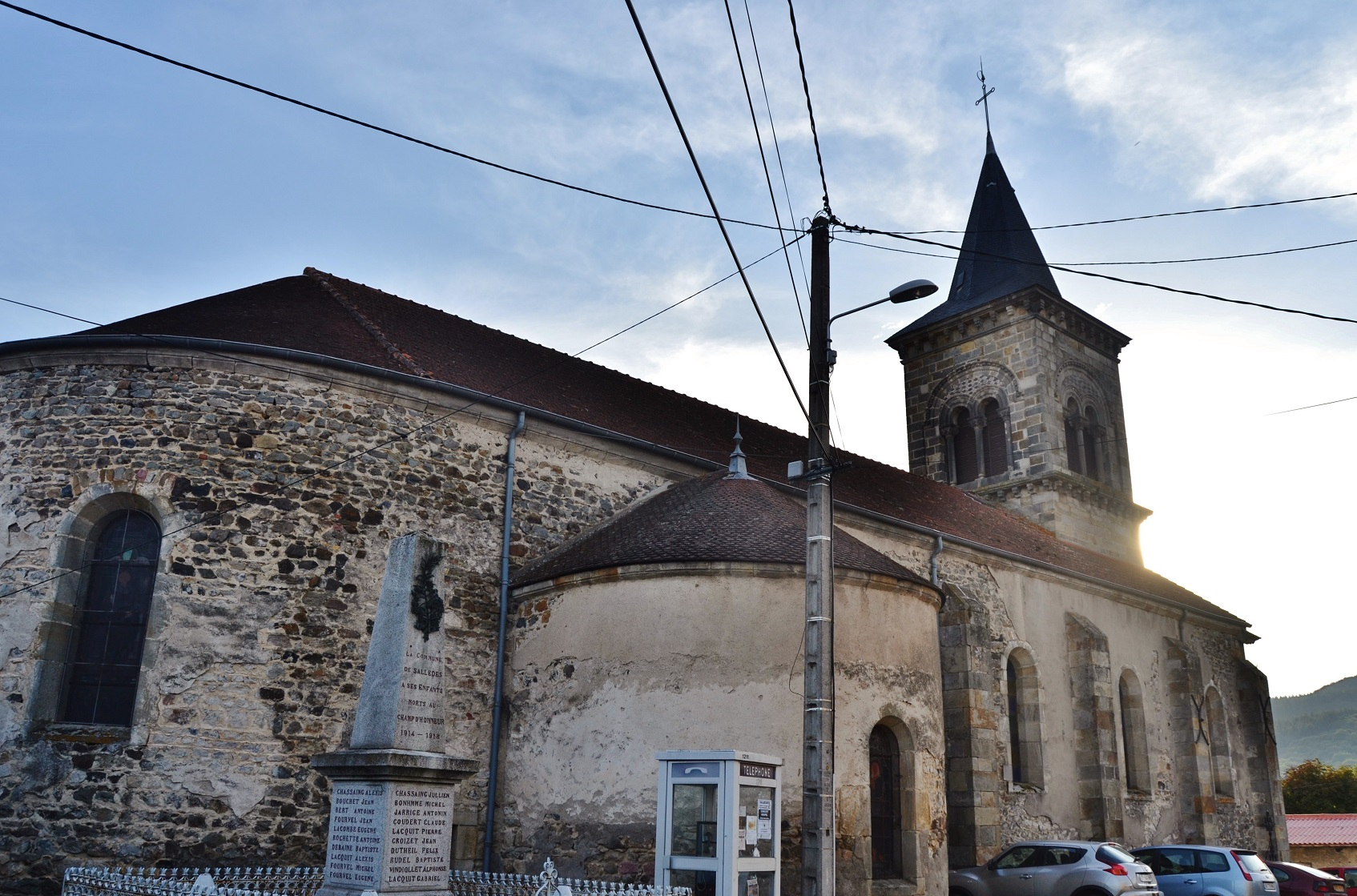
Kirche Translation-de-Saint-Martin
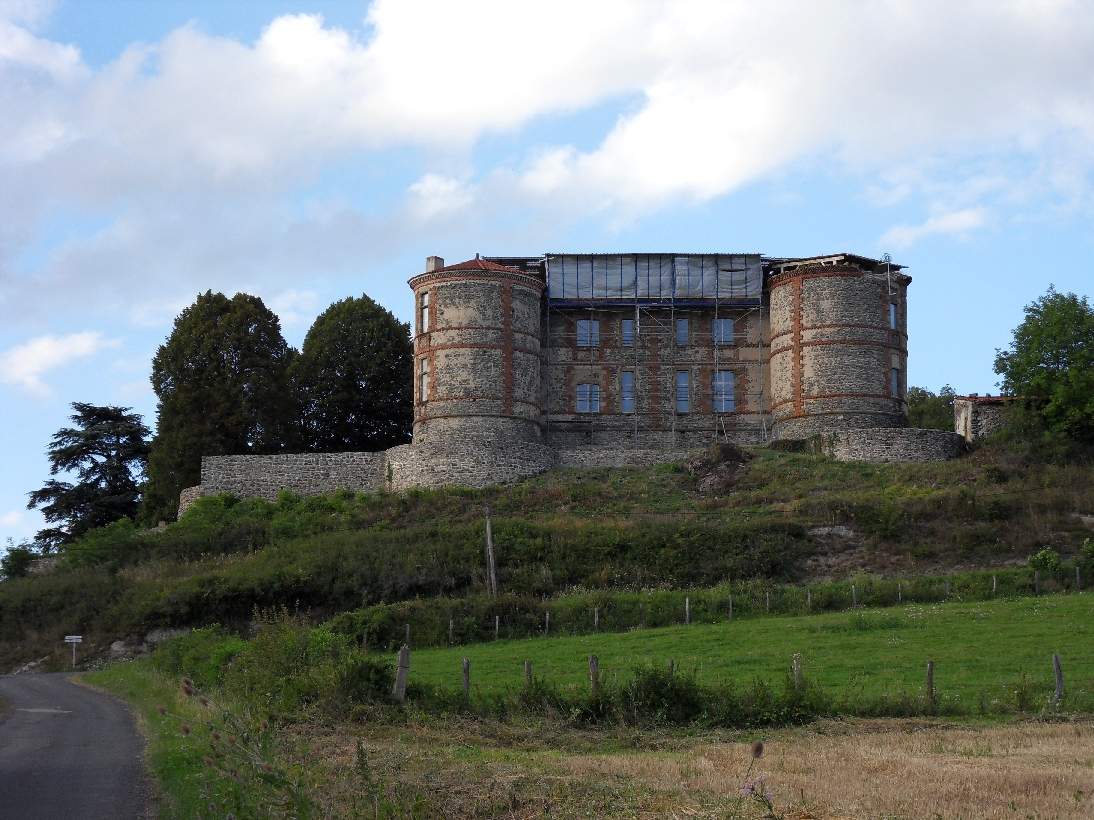
Schloss La Chaux-Montgros